# Lula-mansa
A Loligo forbesii (Steenstrup, 1856), é uma espécie de lula nectobentónica de interesse comercial que ocorre no oceano Atlântico Nordeste. Encontra-se desde a costa sudoeste da Noruega (63°–64°N) até à costa noroeste de África (23°–24°N), Mar Mediterrâneo e Mar Vermelho. Os Açores (37°–40°N; 25°–31°W) são o seu limite de distribuição geográfica Oeste. Prefere águas costeiras, encontrando-se desde a superfície, à noite, até aos 400 metros de profundidade, durante o dia.
Esta é a maior espécie da família Loliginidae e, embora nas águas costeiras da Europa raramente ultrapasse os 2 kg de peso, nos Açores os machos podem apresentar um manto com quase um metro de comprimento e ter mais de 8 kg de peso.

## Pesca da lula nos Açores
Nos Açores, esta espécie é vulgarmente conhecida por lula-mansa, sendo o único loliginídeo que habita os mares do arquipélago. A pesca de lula-mansa nos Açores tem longa tradição e, embora não se saiba a sua origem, crê-se que esta actividade teve início durante a presença dos baleeiros americanos no arquipélago. A sua exploração é referida pela primeira vez em 1856 por Drouet, mas só existem dados estatísticos sobre as suas descargas a partir de 1948. A pescaria destes cefalópodes começou a ter expressão comercial em 1979, sendo uma importante actividade nas ilhas de São Miguel, Terceira, São Jorge, Faial e Pico. Segundo a Lotaçor, dos recursos comercializados na lota do Faial em 2010, a lula-mansa foi a 8ª espécie economicamente mais importante. Mais de 80% das lulas capturadas nos Açores são exportadas para Portugal continental e Espanha e as restantes vendidas no comércio local para alimentação ou usadas como isco para a pesca.
A lula pode ser capturada entre os 80 e os 400 metros de profundidade. A sua pesca decorre ao longo de todo o ano, sendo as capturas mais elevadas entre os meses de Novembro e Fevereiro. As melhores alturas do dia para a sua captura são ao nascer do dia e ao fim da tarde.